# Porzellanfabrik Ottmar Opfinger

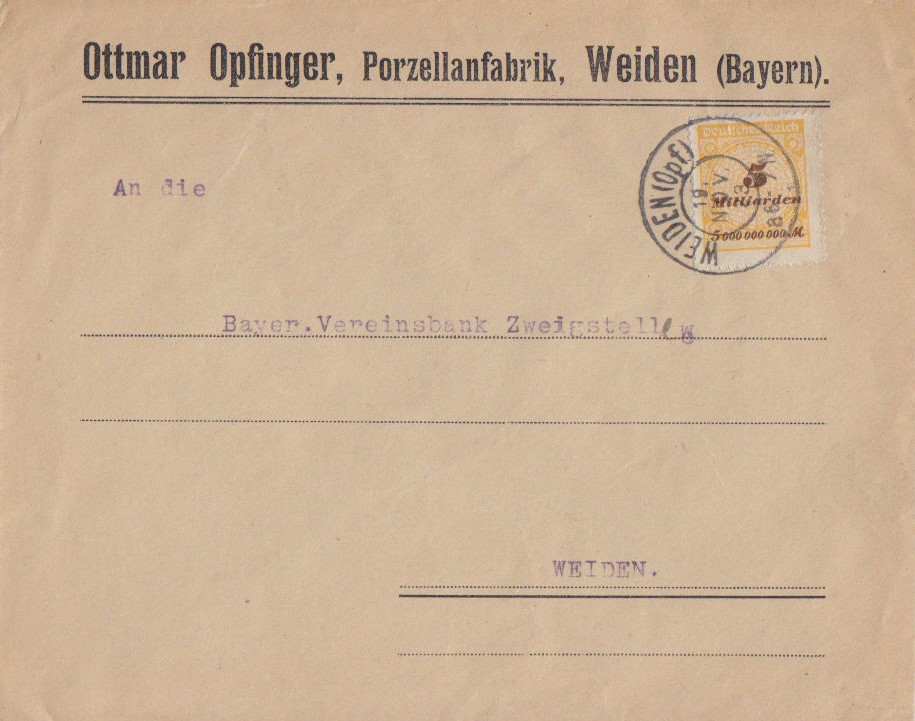
Briefkuvert der Porzellanfabrik Opfinger, Weiden i. d. OPf.

Die Porzellanfabrik Opfinger war eine Fabrik zur Herstellung von technischem Porzellan.

## Geschichte
Die Fabrik wurde 1921 in Weiden in der Oberpfalz von Ottmar Opfinger gegründet. Sie produzierte ausschließlich elektrotechnisches Porzellan wie z. B. Lichtschalter. In der Blütezeit waren bis zu 180 Arbeiter beschäftigt. 1924 wurde der Geschäftsbetrieb eingestellt. Der Eigentümer war an der Bavaria Porzellanmanufaktur AG in Ullersricht bei Weiden i. d. OPf. beteiligt.